# Art Zoyd
Art Zoyd — французская музыкальная группа, сочетающая авангардную электронную и академическую классическую музыку, фри-джаз и прогрессивный рок.

## История создания
Сформирована в 1968 году, первоначально как прог-рок-группа. В настоящее время группа в основном занимается созданием музыки для кино и балета.
Группа была основана бас-гитаристом Тьерри Забойцеффом (Thierry Zaboitzeff), перкуссионистом и трубачом Жан-Пьером Соаресом (Jean-Pierre Soarez) и скрипачом Жераром Урбеттом (Gerard Hourbette) вместе с гитаристом Рокко Фернандесом (Rocco Fernandez), пианисткой Патрицией Дальо (Patricia Dallio) и перкуссионистом Даниэлем Дэни (Daniel Denis).
Группа Art Zoyd одной из первых вошла в движение Rock in Opposition.

## Дискография
- Sangria (EP; 1969; Art Zoyd)
- Symphonie pour le jour ou bruleront les cites (LP; 1976; Art Zoyd)
- Musique Pour l’Odyssee (LP; 1979; RE)
- Generation sans futur (LP; 1980; Atem)
- Phase IV (LP; 1982; RE)
- Les Espaces Inquiets (LP; 1983; Cryonic)
- Live A Vandoeuvre (LP, концертный; 1983)
- Musique De La Piece De Theatre: L’Etrangleur Est Derriere Nous (LP; 1983)
- Le Mariage du ciel et de l’enfer (LP; 1985; In-Possible) — музыка для балета Роланда Пети (Roland Petit) «Бракосочетание небес и преисподни»
- Berlin (LP, концертный; 1987; Cryonic)
- Nosferatu (LP; 1989) — саундтрек к классическому фильму Фридриха Мурнау (Friedrich Wilheim Murnau), Носферату: Симфония ужаса
- Mariee/Charyocinese (1990; Atonal)
- Marathonnerre I (LP, концертный; 1992; Atonal)
- Marathonnerre II (LP, концертный; 1992; Atonal)
- Faust (LP; 1995; Atonal) — саундтрек к немому фильму 1926 года Фауст, режиссёра Фридриха Мурнау
- Haxan (LP; 1997; Atonal) — саундтрек к немому фильму 1921 года Ведьмы датского режиссёра Бента Кристенсена (Bent Christensen)
- u.B.I.Q.U.e (или Ubique) (LP; 2001; In-Possible)
- Metropolis (LP; 2002; In-Possible) — саундтрек для переиздания классического фильма Фрица Ланга (Fritz Lang), Метрополис 1927 года
- Experiences de Vol # 1, 2, 3 (LP; 2002; Sub Rosa)
- Experiences de Vol # 4, 5, 6 (LP; 2005; Sub Rosa)
- Le Champ Des Larmes (LP; 2006)
- La chute de la maison Usher (2008; Orkhestra)
- Pure Noise (2009; CD Baby.Com/Indys)
- Eyecatcher — Man With A Movie Camera (2011)
- Armageddon — Opérette Pour Robots (2012)
- 44½: Live and Unreleased Works (2017)
- Phase V (5xCD; 2018)
- Art Zoyd Live — Et Avec Votre Esprit — La Forêt De Samplers (концертный; 2021)

## Состав группы
Состав группы постоянно менялся и в записи и в исполнении композиций группы принимали участие более 30 музыкантов. В настоящее время в состав Art Zoyd входят:
- Жерар Урбетт (Gerard Hourbette) (скрипка, клавишные, перкуссия, саксофон, семплинг, программирование; композитор, дирижёр, директор группы)
- Эрик Барон (Erik Baron) (бас-гитара, программирование)
- Серж Берточчи (Serge Bertocchi) (саксофон, туба)
- Юкари Берточчи Хамада (Yukari Bertocchi Hamada) (клавишные, семплинг, сенсоры)
- Лоран Далью (Laurent Dailleau) (терменвокс)
- Патрисия Дальо (Patricia Dallio) (клавишные, семплинг, программирование; композитор)
- Даниэль Косковиц (Daniel Koskowitz) (перкуссия, клавишные, программирование)
- Ульрих Кригер (Ulrich Krieger) (саксофон, программирование)
- Кароль Робинсон (Carol Robinson) (кларнет, бас-кларнет)
- Эндрю Руссо (Andrew Russo) (клавишные)
- Жером Судан (Jerome Soudan «Mimetic») (перкуссия, клавишные, программирование)
- Каспер Тёплиц (Kasper T. Toeplitz) (бас-гитара, программирование; композитор)

В различное время в группе состояли:
- Жан-Пьер Соарес (Jean Pierre Soarez) (перкуссия, труба, корнет)
- Тьерри Забойцефф (Thierry Zaboitzeff) (бас-гитара, виолончель, перкуссия; композитор)
- Рокко Фернандес (Rocco Fernandez) (гитара, вокал; композитор)
- Даниэль Дэни (Daniel Denis) (перкуссия, клавишные, семплинг)
- Мирей Бауэр (Mireille Bauer) (клавишные)
- Мишель Беркманс (Michel Berckmans) (фагот, гобой, труба)
- Эмма Стивенсон Поли (Emma Stephenson Poli) (клавишные)
- Жиль Ренар (Gilles Renard) (саксофон; композитор)
- Ален Экер (Alain Eckert) (гитара, перкуссия, вокал; композитор)